# Neivamyrmex latiscapus
Neivamyrmex latiscapus es una especie de hormiga guerrera del género Neivamyrmex, subfamilia Dorylinae. Esta especie fue descrita científicamente por Emery en 1901.